# Ahmed Tawfik
Ahmed Tawfik (tiếng Ả Rập: أحمد توفيق) (sinh ngày 1 tháng 10 năm 1991) là một cầu thủ bóng đá người Ai Cập. Hiện tại anh thi đấu cho đội bóng tại Giải bóng đá ngoại hạng Ai Cập Zamalek. Anh là em trai của tuyển thủ quốc gia Abdelaziz Tawfik thi đấu cho Al-Masry và anh trai của Akram Tawfik thi đấu cho Al Ahly.

## Sự nghiệp câu lạc bộ

### Sự nghiệp ban đầu
Ahmed Tawfik khởi đầu sự nghiệp tại El Mansoura trước khi chuyển đến Zamalek.

## Sự nghiệp quốc tế
Ahmed Tawfik thi đấu cho đội tuyển trẻ quốc gia U-20 Ai Cập năm 2010.

## Danh hiệu
Zamalek SC
- Giải bóng đá ngoại hạng Ai Cập (1)::
2014-15
- Cúp bóng đá Ai Cập (5):
2012–13, 2013–14, 2014–15, 2015–16, 2017–18
- Siêu cúp bóng đá Ai Cập (1):
2016